# Tetrodon
Tetrodon is een geslacht van twee soorten orchideeën uit de onderfamilie Epidendroideae. Het geslacht is afgesplitst van Dendrobium.
Het zijn epifytische orchideeën die voorkomen in de Filipijnen, Australië en Nieuw-Caledonië.

## Naamgeving enetymologie
- Synoniem: Dendrobium Sw.

## Taxonomie
Tetrodon is in 1998 van Dendrobium afgesplitst door Clements en Jones
.
Het geslacht telt in de meest recent geaccpteerde taxonomie twee soorten. De typesoort is Tetrodon oppositifolius.

### Soortenlijst
- Tetrodon oppositifolius  (Kraenzl.) M.A. Clements & D.L. Jones (1998)
- Tetrodon petrophilus  (Kraenzl.) M.A. Clements & D.L. Jones (1998)